# Хантија-Мансија
Ханти-мансијски аутономни округ — Југра (рус. Ха́нты-Манси́йский автоно́мный о́круг — Югра́) је конститутивни субјект Руске Федерације са статусом аутономног округа на простору Уралског федералног округа у азијском делу Русије. Округ уједно припада територији Тјуменске области.
Административни центар аутономног округа је град Ханти-Мансијск.

## Етимологија
Аутономни округ носи име по титуларним народима Хантима и Мансима, који данас чине само мали део стновништва, док су већина Руси (са око 66%). Ханти и Манси су народи угро-финског порекла.
Ханти су већином православне, а мањим делом шаманске вере, а њихово име на хантијском језику значи „људи”. Манси су традиционално пагани или православци, а њихово име на мансијском језику такође значи „људи”.
Област је у давној прошлости била позната као Југра (рус. Югра). Године 2003. ово историјско име додато је званичном називу округа.

## Географија
Површина округа је 534.801 km². Ту живи око 1,5 милиона становника.
Аутономни округ Хантија-Мансија се налази источно од планине Урал у Западносибирској низији. Најважније реке су Об и њена притока Иртиш.

## Становништво
| 1989.     | 2002.     | 2010.     |
| --------- | --------- | --------- |
| 1,268,439 | 1,432,817 | 1,532,243 |

Етнички најбројни народ у округу су Руси, док два титуларна народа Ханти и Мансини чине само мали део популације. Тренд досељавања Руса се појачао после открића нафтних поља у овој области. По последњем попису становништва у Русији из 2002, у области је живело 1.432.817 становника. Од тога је било 946.590 (66,06%) Руса, 123.238 (8,6%) Украјинаца и 20.518 (1,43%) Белоруса. Поред ових словенских народа, ту је било и 107.637 (7,51%) Татара, 35.807 (2,5%) Башкира, 15.261 (1,07%) Чуваша, 3.081 (0,22%) Кома, 25.088 (1,75%) Азера и 8.292 (0,58%) Немаца. Малобројне сибирске народе репрезентују Ханти (17.128, односно 1,2%) и Манси (9.894, односно 0,69%), као и Ненци (1.290, односно 0,09%).

### Градови
Главни град аутономне области је Ханти-Мансијск. Већи од њега су градови Сургут, Нижњевартовск и Нефтејуганск.

## Историја
Област је у давној прошлости била позната као Југорија или Југра. Њу су у 12. и 13. веку посетили трговци из Новгорода. Јермак Тимофејевич је 1582. ову територију ставио под руску власт. Дана 10. децембра 1930. основан је Остјако-Вогулски национални округ (Остя́ко-Вогу́льский национа́льный о́круг), који је октобра 1940. преименован у Нацију Ханта и Манса. Статус аутономне области Хантија-Мансија је добила 1977. Историјско име Југра је додато званичном називу 2003.

## Привреда
Најважније привредне гране су експлоатација нафте и земног гаса, по чему је Хантија-Мансија један од најбогатијих региона Русије.